# Acarnidae
Famille
Synonymes
- Cornulidae Lévi & Lévi, 1983
- Iophoneae Burton, 1929
- Iophonidae Burton, 1929

Les Acarnidae forment une famille de spongiaires de l'ordre Poecilosclerida vivant en eau de mer.

## Liste des genres
Selon World Register of Marine Species (30 août 2011) :
- genre Acanthorhabdus Burton, 1929
- genre Acarnus Gray, 1867
- genre Acheliderma Topsent, 1892
- genre Cornulella Dendy, 1922
- genre Cornulum Carter, 1876
- genre Damiria Keller, 1891
- genre Dolichacantha Hentschel, 1914
- genre Iophon Gray, 1867
- genre Megaciella Hallmann, 1920
- genre Paracornulum Hallmann, 1920
- genre Tedaniphorbas de Laubenfels, 1936
- genre Wigginsia de Laubenfels, 1953
- genre Zyzzya de Laubenfels, 1936

## Description originale
- Dendy, A. 1922b. Report on the Sigmatotetraxonida collected by H.M.S.‘Sealark’ in the Indian Ocean. Pp. 1-164, pls 1-18. In: Reports of the Percy Sladen Trust Expedition to the Indian Ocean in 1905, Volume 7. Transactions of the Linnean Society of London (2), 18(1). marinespecies.org